# Tumbler Ridge
Tumbler Ridge ist eine Gebietsgemeinde („District Municipality“) im Nordosten in der kanadischen Provinz British Columbia. Die Gemeinde gehört zum Peace River Regional District.
Die Gemeinde liegt zentral im rund 7.822 km² großen Tumbler Ridge UNESCO Global Geopark, einem seit 2015 anerkannten UNESCO-Kultur- und -Naturerbe. Die nordwestliche Ecke des Geoparks bildet dabei ungefähr der Sukunka Falls Provincial Park, die westliche der Hole-in-the-Wall Provincial Park sowie die südliche der Monkman Provincial Park, während nach Osten die Grenze nach Alberta den Park begrenzt.

## Lage
Die Gemeinde liegt einige Kilometer südlich des Murray River im Zentrum der Hart Ranges, einer Gebirgskette der kanadischen Rocky Mountains.

## Geschichte
Das Gebiet, in dem das Dorf liegt, ist traditionelles Siedlungs- und Jagdgebiet der First Nations, hier der Sekani.
Die heutige Siedlung entstand um 1980 als hier im Rahmen des „Northeast Coal Project“ in großem Rahmen mit dem Abbau von Kohle begonnen wurde.
Die Zuerkennung der kommunalen Selbstverwaltung für die Gemeinde erfolgte am 9. April 1981(incorporated als „District Municipality“).

## Demographie
Die letzte offizielle Volkszählung, der Census 2016, ergab für die Gemeinde eine Bevölkerungszahl von 1987 Einwohnern, nachdem der Zensus im Jahr 2011 für die Gemeinde noch eine Bevölkerungszahl von 2710 Einwohnern ergab. Die Bevölkerung hat dabei im Vergleich zum letzten Zensus im Jahr 2011 sehr stark um 26,7 % abgenommen und sich damit deutlich gegen den Provinzdurchschnitt, mit einer Bevölkerungszunahme in British Columbia um 5,6 %, entwickelt. Im Zensuszeitraum 2006 bis 2011 hatte die Einwohnerzahl in der Gemeinde noch etwas besser als die Entwicklung in der Provinz um 10,4 % zugenommen, während sie im Provinzdurchschnitt nur um 7,0 % zunahm.
Für den Zensus 2016 wurde für die Gemeinde ein Medianalter von 38,8 Jahren ermittelt. Das Medianalter der Provinz lag 2016 bei 43,0 Jahren. Das Durchschnittsalter lag bei 41,1 Jahren, bzw. ebenfalls bei 42,3 Jahren in der Provinz. Zum Zensus 2011 wurde für die Gemeinde noch ein Medianalter von 39,0 Jahren ermittelt. Das Medianalter der Provinz lag 2011 bei 44,0 Jahren.

## Verkehr
Die Gemeinde liegt an der Abzweigung des Highway 29 vom Highway 52. Eine Anbindung an den Luftverkehr erfolgt über den örtliche Flugplatz (IATA-Flughafencode: TUX, ICAO-Code: nicht vorhanden, Transport-Canada-Identifier: CBX7). Er liegt etwa 11 km südlich der Gemeinde und hat nur eine asphaltierte Start- und Landebahn von 1.202 Meter Länge.
Zum Abtransport der hier in der Gegend geförderten Kohle wurde durch BC Rail eine neue Zweigstrecke der bestehenden Strecke Richtung Prince George erstellt um die Kohle über den Hafen von Prince Rupert zu verschiffen (in Zusammenarbeit mit der CN).